# Заякина, Наталья Ивановна
Ната́лья Ива́новна Зая́кина (5 декабря 1948, Скобельцыно, Амурская область — 2 декабря 2016, Москва) — советская и российская актриса театра и кино, театральный деятель и педагог.

## Биография
Родилась 5 декабря 1948 года в селе Скобельцыно Амурской области.
В 1967—1971 годах училась в Высшем театральном училище им. Щукина (курс Юрия Катина-Ярцева) вместе с Константином Райкиным, Натальей Гундаревой и Юрием Богатырёвым.
В 1972 году играла в Кировском драматическом театре. Затем вернулась в родной Горький, где сначала служила в ТЮЗе, затем в Горьковском драматическом театре. Уйдя из театра, начала работать на местном телевидении, вначале ведущей, затем в программах, в детской передаче «Глаз-алмаз» (Телевика) на нижегородском телеканале «Сети-НН» (1998—2006). Участница фестиваля театральных капустников «Весёлая коза».
В 1991 году основала первый в Нижнем Новгороде частный «Маленький театр», выступала в Нижегородском доме актёра, театре «Особняк».
В 2002—2016 годах играла в московском театре Ленком. Выступала в Центральном доме актёра имени А. А. Яблочкиной и Музыкально-театральном центре Л. Гурченко.
Преподавала во ВГИКе.
Скончалась 2 декабря 2016 года в Москве на 68-м году жизни.

## Награды и премии
- Медаль ордена «За заслуги перед Отечеством» II степени (30 декабря 2010 года) — за заслуги в развитии отечественной культуры и искусства, многолетнюю плодотворную деятельность[7].
- Лауреат IV Международного фестиваля моноспектаклей «Монокль», III премия за спектакль «НЗ» (реж. Александр Сучков)[8]

## Работы в театре

### Горьковский драматический театр
- «Иудушка Головлёв» — Анненька
- «Репетитор» — Катя
- «Фантазии Фарятьева» — Люба
- «Зайка-зазнайка» — Зайка

### Нижегородский «Маленький театр»
- «Сон смешного человека» Ф. М. Достоевский
- «Разговоры в доме Штайн об отсутствующем господине фон Гёте» (моноспектакль по Петеру Хаксу) — Шарлотта
- «Роза и корона» Джон Пристли — матушка Пек

### Ленком
- «Шут Балакирев» Г. Горин (реж. Марк Захаров) — Дарья Степановна Бурыкина
- «Город миллионеров» (сценическая фантазия на темы пьесы Эдуардо Де Филиппо «Филумена Мартурано»; реж. Роман Самгин) — Розалия
- «НЗ» (2003, режиссёр Александр Сучков)
- «Тартюф» Ж.-Б. Мольер (2006, реж. Владимир Мирзоев) — Госпожа Пернель
- «Женитьба» Н. В. Гоголь (2007, реж. Марк Захаров) — Арина Пантелеймоновна

## Фильмография
1. 1980 — Ожидание — эпизод
2. 2003 — Таксистка (12-я серия) — Стелла
3. 2004 — Ландыш серебристый 2 (2-я серия «Кто к нам залетел?») — пожилая домработница
4. 2004 — Полный вперёд! — Петровна
5. 2004 — Моя прекрасная няня — учительница
6. 2005 — Аэропорт (30-я серия «Бабочки») — Маргарита Фёдоровна
7. 2005 — Богиня прайм-тайма — эпизод
8. 2005 — Херувим
9. 2006 — Большие девочки (7-я серия «Телефонные жертвы»)
10. 2006 — Важнее, чем любовь (2-й фильм «Простая история») — Лина Глебовна, воспитательница в интернате
11. 2006 — Кодекс мести 3 (фильм 3 «Кровная месть»; фильм 6 «Клуб брошенных жен») — уборщица
12. 2006 — Сыщики 5 (фильм 3 «Жертва моды») — Анна Васильевна, квартирная хозяйка
13. 2006 — Флэшка — мать Игоря
14. 2007 — Внук космонавта — соседка
15. 2007 — Закон и порядок: Преступное умысел (фильм 8 «Волчье логово») — Антонина Ильинична, мать Юлии
16. 2007 — Защита против — эпизод
17. 2007 — Марш Турецкого 4 (фильм 1 «Дело Турецкого») — заведующая детдомом
18. 2007 — Срочно в номер (Фильм № 4 «Метка Вуду») — Неля Николаевна
19. 2007 — Братья-детективы (11-я серия) — эпизод
20. 2009 — Выхожу тебя искать — Любовь Григорьевна Гребёнкина
21. 2009 — Город миллионеров — Розалия
22. 2009 — Женитьба — Арина Пантелеймоновна, тётка
23. 2009 — М+Ж — сотрудница редакции
24. 2009 — Спецкор отдела расследований — Нина Аркадьевна
25. 2009—2016 — Воронины — Валентина Алексеевна, заведующая культмассовым сектором санатория
26. 2010 — Кодекс чести 4 (фильм 1 «Свидетель»; фильм 2 «Космическая связь»; фильм 7 «Звонок с того света») — Наталья Ивановна, секретарь агентства «Трио»
27. 2010 — Маршрут милосердия
28. 2010 — Погоня за тенью (20-я серия «Наследник победы») — Терёшкина
29. 2011 — Кодекс чести 5 — Наталья Ивановна
30. 2011 — Москва. Три вокзала (35-я серия «Пегас ширококрылый») — бабушка Павла
31. 2011 — Шут Балакирев (спектакль, 2011) — Дарья Степановна Бурыкина
32. 2011—2011 — Молодожёны — Зина
33. 2012 — Верю — Ирина Владимировна, соседка Николая
34. 2012 — Женитьба — Арина Пантелеймоновна, тётка
35. 2012 — Инспектор Купер (фильм № 2 «Ниночка») — Зоя Андреевна Хрулёва
36. 2012 — Метод Фрейда — Любаша Маркина, покупательница
37. 2012 — Однажды в Ростове — мать братьев Толстопятовых
38. 2013 — Бульварное Кольцо — эпизод
39. 2013 — Привычка расставаться — бабушка Евы
40. 2014 — Небесные странники — Никитична
41. 2015 — Двойная сплошная — Марина Дмитриевна, мать Анны
42. 2015 — А у нас во дворе... — Валентина Никоновна
43. 2017 — Год белого слона — бабушка

## Озвучивание
1. 2006 — Корова за рулём

## Сценарист
1. 2006 — Большие девочки (19-я серия «Орган любви к ближнему»)